# Starcrawler (альбом)
Starcrawler — дебютный студийный альбом американской рок-группы Starcrawler, вышедший 19 января 2018 года на лейбле Rough Trade Records и спродюсированный Райаном Адамсом, бывшим членом группы Whiskeytown. Альбом был поддержан четырьмя синглами.

## Об альбоме
| Совокупная оценка | Совокупная оценка |
| Источник          | Оценка            |
| ----------------- | ----------------- |
| Metacritic        | 71/100            |
| Оценки критиков   |                   |
| Источник          | Оценка            |
| Exclaim!          | 7/10              |
| The Independent   | [ 4 ]             |
| Classic Rock      | [ 5 ]             |

Starcrawler получил «в целом благоприятные» отзывы критиков. На сайте Metacritic, который присваивает средневзвешенный рейтинг из 100 баллов рецензиям мейнстримных изданий, этот релиз получил средний балл 71 на основе 7 рецензий. Агрегатор Album of the Year поставил релизу 70 баллов из 100 на основе критического консенсуса из 4 рецензий.

## Список композиций
Все тексты написаны Starcrawler.
| №                   | Название            | Длительность |
| ------------------- | ------------------- | ------------ |
| 1.                  | «Train»             | 1:22         |
| 2.                  | «Love's Gone Again» | 2:26         |
| 3.                  | «I Love LA»         | 3:18         |
| 4.                  | «Different Angles»  | 1:58         |
| 5.                  | «Chicken Woman»     | 3:57         |
| 6.                  | «Pussy Tower»       | 2:10         |
| 7.                  | «Full of Pride»     | 1:55         |
| 8.                  | «Let Her Be»        | 3:46         |
| 9.                  | «Tears»             | 3:03         |
| 10.                 | «What I Want»       | 3:56         |
| Общая длительность: | Общая длительность: | 27:55        |

| №                   | Название            | Длительность |
| ------------------- | ------------------- | ------------ |
| 11.                 | «Used To Know»      | 2:04         |
| 12.                 | «Castaway»          | 2:36         |
| 13.                 | «Ants»              | 1:52         |
| Общая длительность: | Общая длительность: | 34:28        |

## Чарты
| Чарт (2018)                            | Высшая позиция |
| -------------------------------------- | -------------- |
| США (Billboard Top Heatseekers Albums) | 15             |
| США (Billboard Independent Albums)     | 43             |